# توماس هيكمان
توماس هيكمان (بالإنجليزية: Thomas Hickman)‏ هو ضابط شرطة نيوزيلندي، ولد في 13 يناير 1848، وتوفي في 4 سبتمبر 1930.